# Chajing
Chajing is een Chineestalige boek uit de Tang-dynastie dat geschreven werd door Lu Yu (陆羽). Het gaat over thee. Het boek is verdeeld in drie rollen en tien delen. Het werd tussen 760 en 780 geschreven. De schrijver van het boek wordt gezien als de uitvinder van de Chinese theecultuur.

## Tien delen
1. oorsprong
2. gebruiksvoorwerpen
3. verbouwing van theebladeren
4. theeaccessoires
5. thee zetten
6. drinken
7. geschiedenis
8. herkomstgebieden
9. soorten
10. afbeeldingen